# Toray Pan Pacific Open 1994
Il Toray Pan Pacific Open 1994 è stato un torneo di tennis giocato sul sintetico indoor. È stata la 19ª edizione del Toray Pan Pacific Open, che fa parte della categoria Tier I nell'ambito del WTA Tour 1994. Si è giocato al Tokyo Metropolitan Gymnasium di Tokyo, in Giappone, dal 31 gennaio al 6 febbraio 1994.

## Campionesse

### Singolare
Steffi Graf ha battuto in finale  Martina Navrátilová con il punteggio di 6–2, 6–4

### Doppio
Pam Shriver /  Elizabeth Smylie hanno battuto in finale  Manon Bollegraf /  Martina Navrátilová con il punteggio di 6–3, 3–6, 7–6